# یخدان (افغانستان)
یخدان (به لاتین: Yakhdan) یک منطقهٔ مسکونی در افغانستان است که در ولایت اروزگان واقع شده‌است.